# Репишће
Репишће је насељено место у саставу општине Клинча Села у Загребачкој жупанији, Хрватска. До територијалне реорганизације у Хрватској налазило се у саставу бивше велике општине Јастребарско.

## Становништво
На попису становништва 2011. године, Репишће је имало 359 становника.

## Попис1991.
На попису становништва 1991. године, насељено место Репишће је имало 282 становника, следећег националног састава:
| Попис 1991.‍ | Попис 1991.‍ | Попис 1991.‍ | Попис 1991.‍ | Попис 1991.‍ |
| ----------- | ----------- | ----------- | ----------- | ----------- |
|             |             |             |             |             |
| Хрвати      | Хрвати      |             | 282         | 100%        |
| укупно: 282 |             |             |             |             |